# Toshi (nhạc sĩ)
Deyama Toshimitsu (出山利三 (Xuất Sơn Lợi Tam) sinh ngày 10 tháng 10 năm 1965 tại Chiba, Nhật Bản), thường được biết đến với nghệ danh Toshi, là ca sĩ và nhạc sĩ Nhật Bản, được biết đến nhiều nhất với vai trò là người đồng sáng lập X Japan, ban nhạc heavy metal huyền thoại của Nhật. Hình tượng Toshi thời gian đó gắn liền với trang phục chất liệu da màu đen và mái tóc vàng dài 30 cm. Khoảng năm 1995 hay 1996, Toshi thay đổi phong cách biểu diễn với việc cắt đi mái tóc dài và thay đổi trang phục của mình. Năm 1997, anh tuyên bố rời khỏi X Japan và chuyển sang hoạt động solo. Điều này đã khiến ban nhạc tan rã. Toshi đã gây dựng được một sự nghiệp riêng khá thành công. Đến năm 2007, anh tái hợp với X Japan, và hiện đang cùng ban nhạc biểu diễn tour đầu tiên tại Bắc Mĩ vào năm 2010.

## Tiểu sử

### Những năm đầu và thời kì X Japan
Toshi là em út trong gia đình có ba anh em. Khi còn nhỏ anh là một cậu bé béo lùn. Mẹ của Toshi là giáo viên dạy piano và, cũng giống mẹ của Yoshiki, là một phụ nữ nhỏ bé. Anh và Yoshiki là bạn từ thời còn học mẫu giáo. Toshi rất hâm mộ môn bóng chày, và là fan của đội Giants. Anh cũng thích hát, nhưng chưa bao giờ tham gia một buổi biểu diễn nào mà chỉ hát ở nhà và trong các chuyến picnic ở trường. Để khích lệ chính mình, Toshi đã học chơi ghi-ta và piano. Sau đó, anh còn chơi trong dàn nhạc của trường. Năm 1982 Toshi và Yoshiki thành lập ban nhạc mang tên Copyband. Và nhờ đó, anh nhận ra rằng hát là điều tốt nhất mà anh có thể làm. Yoshiki yêu cầu mọi thành viên trong ban nhạc hát để tìm ra ai là người hát hay nhất, và không ai có thể đánh bại được Toshi, lúc ấy đang có ý muốn trở thành người chơi ghi-ta. Giọng hát của Toshi có thể lên cao tới trên 3 quãng tám, vì vậy anh có thể hát được cả những bài hát chỉ viết dành riêng cho giọng nữ.
Một lần biểu diễn, Toshi kể chuyện về một fan hâm mộ đã vẽ một bức tranh về anh. Người đó chết khi mới 19 tuổi vì AIDS. Toshi đã rất xúc động khi gặp cha mẹ, bạn bè của fan hâm mộ đó. Sau câu chuyện, anh hát bài Tears. Bức tranh đó mang tên Passion, Toshi in nó trên áo T-shirt và thường xuyên mặc trong các buổi biểu diễn. Người ta còn cho rằng ca khúc solo Passion of Love của anh lấy cảm hứng từ chính bức tranh này. Giống như tất cả thành viên của X, anh luôn cống hiến hết sức mình để giúp đỡ các bệnh nhân AIDS.
Toshi thích chơi bóng chuyền. Anh là thành viên trầm tính nhất trong ban nhạc, nhưng lại sở hữu một chất giọng cực kì khỏe. Anh rất thân thiện, chân thật và tự nhiên. Sự đồng cảm của khán giả có ý nghĩa rất lớn đối với Toshi. Thậm chí có lúc anh còn dịch lời các ca khúc của mình sang ngôn ngữ ký hiệu để những người khiếm thính cũng có thể hiểu được. Yoshiki nói Toshi luôn luôn là một người bình thường, một người hoàn toàn "bình thường". Dù vậy, có những lúc anh lại tương phản một cách kì lạ, giống như một rocker hoang dại, nhưng vẫn là cậu bạn hàng xóm dễ thương.
Năm 1997, Toshi rời khỏi X Japan với lý do không thể tiếp tục hòa hợp với âm nhạc của Yoshiki thêm nữa. Trả lời trong một bài phỏng vấn, Toshi đã nói, anh luôn có cảm giác đau đớn khi hát những ca khúc của X Japan, và chúng ngày càng trở nên khó khăn đối với anh.

### Sự nghiệp solo
Toshi bắt đầu sự nghiệp solo của mình từ năm 1992. Ngày 17 tháng 2 năm 1997 anh kết hôn cùng diễn viên, người mẫu và ca sĩ Kaori Moritani và dường như rất hạnh phúc với cuộc hôn nhân này. Album solo của anh 'Aoi hoshi no tabibio' (sản xuất với Norihiro Tsuru) tràn ngập những âm thanh đẹp đẽ của tình yêu và sự hài hòa. Toshi gặp Kaori năm 1994 khi tham gia vở rock opera Hamlet, trong đó anh đóng vai Hamlet còn Kaori vai Ophelia. Sau đó Toshi nhận thấy mình thật lố bịch và xấu hổ mỗi khi gặp cô.
Toshi lần đầu tiên xem một buổi biểu của Masaya Kurabuchi, một nhạc sĩ và cũng là người đứng đầu tổ chức có tên "Home of Heart" (Ngôi nhà của Trái tim), vào tháng 6 năm 1997. Anh rất xúc động bởi "âm nhạc hàn gắn" của Masaya, và đến tháng 8, hai người đã gặp gỡ và trở thành bạn. Ngày 22 tháng 9 năm đó Toshi tuyên bố quyết định rời khỏi X Japan. Họ biểu diễn show chia tay tại nhà thi đấu Tokyo Dome vào ngày 31 tháng 12. Có rất nhiều ý kiến trái chiều xung quanh sự ra đi của Toshi, trong đó có ý kiến cho rằng việc tham gia vào tổ chức "Home of Heart" của Masaya đã ảnh hưởng đến anh. "Home of Heart" là một tổ chức tôn giáo dùng âm nhạc như một phương thuốc trị liệu. Họ tổ chức những khóa học để giúp học viên tìm lại chính mình với học phí cực kì đắt. Trả lời một bài phỏng vấn, Toshi đã bác bỏ ý kiến trên, cho biết ý định rời khỏi X đã hình thành trong anh ngay từ tháng 4 năm 1996, hơn một năm trước khi anh gặp Masaya và rằng cuộc sống hào nhoáng và luôn chạy theo danh vọng của một ngôi sao nhạc rock đã không hề thoả mãn những cảm xúc trong anh, vì thế anh muốn hướng tới một cuộc sống và sự nghiệp đơn giản hơn.
Năm 1998, Toshi cắt đứt quan hệ với gia đình, bạn bè, thậm chí còn kiện anh trai mình (người chịu trách nhiệm pháp lý với tài sản của Toshi) vì đã muốn ngăn cản anh quyên góp tiền cho tổ chức của Masaya. Mọi chuyện đều không rõ ràng và hình ảnh của Toshi bị giảm sút vì chuyện này. Anh không còn là đối tượng săn tin của các hãng truyền thông nữa và người ta nói rằng Toshi đã đanh mất phong cách hát của mình mà chỉ hát theo cách của Masaya. Thậm chí còn có cả những lời đồn đại rằng Toshi đã bị tẩy não.
Sau X Japan, Toshi cống hiến sự nghiệp cá nhân của mình cho "âm nhạc hàn gắn", đi khắp Nhật Bản và một số nước khác để thực hiện các buổi biểu diễn nhạc mộc cho một nhóm khán giả nhỏ dưới danh nghĩa của "Home of Heart, Ltd." (Công ty trách nhiệm hữu hạn Ngôi nhà của Trái tim). Theo tuyên bố trên website của họ anh đã biểu diễn trên 3000 buổi. Toshi có một lượng phát hành đồ sộ với khoảng 33 album và đĩa đơn từ năm 1992 cho đến năm 2004.
Vào ngày 20 tháng 4 năm 2004, "Lemuria", một tổ chức khác của Masaya, cũng chuyên sử dụng "âm nhạc hàn gắn" nhưng lại thiên nhiều về "trải nghiệm thay đổi cuộc sống", bị kiện vì cáo buộc lạm dụng trẻ em. Toshi xuất hiện tại phiên toà với vai trò nhân chứng. Sau đó anh tuyên bố tạm ngừng sự nghiệp âm nhạc của mình và không ra thêm bất cứ một ấn phẩm nào.

### 2007: Trở lại
Ngày 22 tháng 10 năm 2007, X Japan tuyên bố sự tái hợp của mình và phát hành ca khúc chủ đề cho bộ phim Saw IV mang tên "I.V.".
Cùng với sự hồi sinh của X Japan, Toshi cũng bắt đầu quay lại với các hoạt động solo. Ngày 11 tháng 6 năm 11, 2008 band nhạc mới của Toshi, Toshi with T-Earth, tuyên bố thành lập. Các thành viên bao gồm hai tay ghi-ta Jun (chơi cho Phantasmagoria và Touya và một bassist Ruka (chơi cho Charlotte). Chơi trống cho các buổi biểu diễn trực tiếp của họ sẽ luân chuyển giữa hai tay trống Levin (chơi cho La'cryma Christi) và Shinya (chơi cho Luna Sea). Album đầu tiên của ban nhạc có tựa Earth Spirit được phát hành vào ngày mùng 8 tháng 8, với phong cách được cho là "hard rock sinh thái", vì lý do ban nhạc ra đời là để thu hút sự chú ý của công chúng vào việc bảo vệ môi trường. Album thứ hai của họ, Haruka Naru Toki wo Koete, được phát hành vào ngày 26 tháng 11.
Tháng 4 năm 2009, có tuyên bố rằng tay trống 13 tuổi Riku, sẽ gia nhập nhóm và bất cứ ai mong muốn đều có thể nộp đơn đăng ký tham gia ban nhạc, yêu cầu duy nhất là "những ai muốn bảo vệ Trái Đất". Vào tháng 7 tay chơi bass 24 tuổi Kain và ghi-ta 18 tuổi Ryo, cũng chính thức trở thành thành viên của band. Ngày 13 tháng tám, họ phát hành một album với 2 phiên bản: Hontou no Ai và phiên bản tiếng Anh Truth.
Ngày 18 tháng 1 năm 2010, Toshi đệ đơn kiện hãng ghi âm của chính anh, "Home of Heart, Ltd.", cáo buộc họ vì đã lạm dụng trái phép tất cả các khoản thu nhập của anh trong suốt 12 năm qua, thậm chí còn buộc anh phải tuyên bố phá sản. Điều này đồng nghĩa với việc cắt đứt mối quan hệ với công ty này và người đứng đầu của nó, Masaya. Anh cũng ly hôn với vợ mình là Kaori Moritani, người cũng làm việc cho "Home of Heart, Ltd.", vào tháng 2 năm đó. Toshi thậm chí còn tiết lộ việc họ "không thực sự là vợ chồng" như thế nào, cho biết: "Ngoài việc thỉnh thoảng gặp cô ấy vì công việc, tôi chẳng biết bất cứ điều gì về cuộc sống thực sự của cô ấy cả." Toshi cũng cáo buộc rằng vợ anh đã chung sống với Masaya trong 10 năm qua.
Ngày mùng 8 tháng 2, Toshi mở một website chính thức mới, tuyên bố anh sẽ phát hành một album mini cuối cùng, tựa đề Samurai Japan, vào ngày 24 cùng tháng. Album phát hành dưới tên anh được viết thành ToshI, do liên quan tới việc "Home of Heart, Ltd." có sở hữu bản quyền nghệ danh của anh. Các ca khúc trong album hoàn toàn được sản xuất bởi chính Toshi và có sự tham gia của một số thành viên X Japan là Pata và Sugizo. "Buổi biểu diễn solo cuối cùng" của anh diễn ra vào ngày 24 tháng 2, trong đó có sự xuất hiện của thành viên của X Japan như những "nhạc sĩ khách mời".
Toshi giờ đây lại tập trung vào sự nghiệp với X Japan, ban nhạc vừa hoàn tất tour biểu diễn Bắc Mĩ đầu tiên của họ vào tháng 10 năm 2010.
Ngày 22 tháng 11, Toshi tuyên bố buổi biểu diễn đầu tiên cho dự án mới của anh mang tên 'ToshI feat. Yoshiki', sẽ diễn ra vào ngày 24 và 25 tháng 1 năm 2011. Nó sẽ trở thành một chương trình bữa tối cao cấp, nơi người tham dự sẽ được phục vụ một bữa ăn Pháp do trưởng bếp lừng danh Mikuni Kiyomi chế biến và thưởng thức tiếng dương cầm do anh và Yoshiki song tấu, một dàn nhạc giao hưởng sẽ được sử dụng trong buổi biểu diễn. Cả hai cũng tuyên bố về việc phát hành ca khúc đầu tiên của họ vào đầu tháng đó.

## Âm nhạc
Khi Toshi bắt đầu sự nghiệp solo năm 1992, âm nhạc của anh hoà trộn giữa rock với rất nhiều chất ballad, nhưng kể từ khi X Japan tan rã và anh gia nhập "Home of Heart, Ltd.", nó gần như chuyển hoàn toàn sang nhạc mộc. Kể từ năm 1998, người đứng đầu Home of Heart, Masaya, viết tất cả các ca khúc cho anh, cái mà họ gọi là "âm nhạc hàn gắn".
Ban nhạc mới của Toshi, Toshi with T-Earth (thành lập năm 2008), cũng cùng chơi loại nhạc trên (toàn bộ các ca khúc đều được viết bởi Masaya) mà họ gọi là "hard rock sinh thái". Mặc dù phần ca từ không nhất thiết phải nói về môi trường, mục tiêu của ban nhạc là thu hút sự chú ý của công chúng về các vấn đề môi trường.
Năm 2010, sau khi tuyên bố sẽ kết thúc các hoạt động solo của mình, Toshi phát hành album mini Samurai Japan, trong đó anh đã tự mình viết lời, nhạc và sản xuất.

## Tóm tắt sự nghiệp

### Mini album
- Samurai Japan (24 tháng 2 năm 2010, phát hành dưới nghệ danh ToshI)

### Albums
- Made in Heaven (21 tháng 11 năm 1992)
- Mission (11 tháng 6 năm 1994)
- Grace (29 tháng 3 năm 1995)
- Aoi Hoshi no Tabibito (22 tháng 1 năm 1997)
- Canary (22 tháng 4 năm 1998, với Taro Hakase)
- Toward the Way (25 tháng 12 năm 1999)
- Utatabi ~Utsukushi Machi e~ (4 tháng 12 năm 2004)
- Earth Spirit (8 tháng 8 năm 2008, Toshi with T-Earth)
- Haruka Naru Toki wo Koete (26 tháng 11 năm 2008, Toshi with T-Earth)
- Hontou no Ai (13 tháng 8 năm 2009, Toshi vwith ới T-Earth)
- Truth (13 tháng 8 năm 2009, Toshi with T-Earth, phiên bản tiếng Anh của Hontou no Ai)

### Đĩa đơn/"Mini albums"
- "Made in Heaven" (21 tháng 10 năm 1992)
- "Looming ~Tashikametai~" (21 tháng 5 năm 1993, với Night Hawks)
- "Always ~Tsutaetai~" (21 tháng 5 năm 1993, với Night Hawks)
- "Paradise" (8 tháng 9 năm 1993, với Night Hawks)
- "My Treasure" (16 tháng 12 năm 1993)
- "Bless You" (18 tháng 5 năm 1994)
- "Naite iru no wa" (6 tháng 6 năm 1997, với Night Hawks)
- "Sayonara no Kisetsu ni..."(16 tháng 12 năm 1994)
- "Asphalt Jungle " (15 tháng 3 năm 1995)
- "Morning Glory" (7 tháng 8 năm 1996)
- "Hoshi no Butoukai" (8 tháng 1 năm 1997)
- "Hana ~Inochi no Mebae~" (24 tháng 4 năm 1997)
- "Natural High" (21 tháng 11 năm1997, với Hakase Taro)
- "Sayonara" (1 tháng 4 năm 1998)
- "Kimi wa Inaika" (23 tháng 7 năm 1998)
- "Ai no Uta wo Utaitai" (25 tháng 3 năm 1999)
- "Beautiful Love Song" (25 tháng 3 năm 1999, phiên bản tiếng Anh của "Ai no Uta wo Utaitai")
- "Inochi" (30 tháng 6 năm 2000)
- "Jibun ~Daite Yaritai~" (30 tháng 4 năm 2001)
- "Perfect Love' (30 tháng 11 năm 2002)
- "Ame no Naka no Ano hi no Boku" (24 tháng 2 năm 2004)
- "Sekai ga Hitotsu de Areba ~Orchestra Version~ (25 tháng 5 năm 2004)
- "Sekai ga Hitotsu de Areba ~Acoustic Version~ (25 tháng 5 năm 2004)
- "Earth in the Dark ~Aozora ni Mukatte~" (26 tháng 5 năm 2008)
- "Seiki Jidai" (25 tháng 7 năm 2008)
- "Beautiful World" (25 tháng 7 năm 2008)
- "Pain" (15 tháng 3 năm 2009, phiên bản tiếng Anh, bao gồm các ca khúc T-Earth)
- "Taisetsuna Mono" (8 tháng 4 năm 2009)
- "Utsukushii Sora wo Kudasai" (10 tháng 6 năm 2009)
- "Itsumademo" (13 tháng 8 năm 2009, feat Wanku tức Moritani Kaori)
- "Arigatou no Uta" (11 tháng 9 năm 2009)
- "Chikyuu Mada Arimasu ka" (19 tháng 12 năm 2009, Toshi with T-Earth)
- "Kurisutaru Piano no Kimi" (tháng 9 năm 2010)

### Album đôi
- Toshi Duet I ~Eien ni Tabi Suru Koto~ (30 tháng 9 năm 2008, với Tierra và Moritani Kaori)
- Daichi wo Shizumete (8 tháng 8 năm 2009, Toshi & Wanku tức Moritani Kaori)

### Live album
- Live is Best (21 tháng 6 năm 1997)

### Album tổng hợp
- Single Selection: Sacrifice (24 tháng 6 năm 1998)
- Healing ~Ai no Uta wo Utaitai~ (25 tháng 2 năm 2008)
- Best I ~Ai no Uta wo Utaitai~ (25 tháng 3 năm 2008)
- Best II ~Perfect Love~ (25 tháng 3 năm 2008)

### Home videos
- Toshi ~Prelude~ Made in Heaven (24 tháng 2 năm 1993)
- Grace Live (21 tháng 6 năm 1995)
- Aoi Hoshi no Tabibito (24 tháng 2 năm 1997)
- Live Spring to Your Heart ~Aoi Hoshi no Tabibito~ (23 tháng 4 năm 1997)
- Toshi with T-Earth 2Days Final Live in Tokyo (25 tháng 2 năm 2008)
- Toshi with T-Earth Summer Live in Akasaka Blitz (25 tháng 11 năm 2009)
- Toshi & Wanku Summer Live in Akasaka Blitz (25 tháng 11 năm 2009)
- Toshi Zenshuu (ngày 1 tháng 2 năm 2010, CD và DVD)
- Toshi & Wanku Duet Zenshuu (8 tháng 2 năm 2010, CD and DVD)
- Toshi with T-Earth Zenshuu (12 tháng 2 năm 2010, CD and DVD)
- 2008 Toshi Collection (5 tháng 3 năm 2010, CD và DVD)
- 2009 Toshi Collection (5 tháng 3 năm 2010, CD và DVD)

Với X Japan